# آوا روئيل
مار آوا روئيل الثالث (اللغة الآشورية: ܡܪܝ ܐܒܐ ܪܒܐܝܠ ܬܠܝܬܝܐ) (اسم الولادة: ديفيد روئيل) هو البطريرك 122 لكنيسة المشرق الاشورية  ( (بالسريانية: ܥܕܬܐ ܕܡܕܢܚܐ ܕܐܬܘܖ̈ܝܐ) ). شغل سابقًا منصب سكرتير المجمع المقدس ، وهو واحد من خمسة أمناء في هيئة الإغاثة التابعة لكنيسة المشرق الأشورية (ACERO) ،  ورئيس لجنة العلاقات بين الكنائس والتنمية التعليمية (CIRED) ،  واللجنة التنفيذية الوطنية (NEC) للكنيسة الآشورية لجمعية شباب كنيسة المشرق الأشورية (ACEYA) بالولايات المتحدة الأمريكية.

## وقت مبكر من الحياة
ولد ديفيد رويل في 4 يوليو 1975 في شيكاغو ، إلينوي من كوريش وفلورنس رويال. إنه أمريكي آشوري من الجيل الأول. بدأ انخراطه في كنيسة المشرق الآشورية في سن مبكرة جدًا. في سن 16 ، رُسم شماسًا صغيرت ، وفي العام التالي أصبح شماسًا . رُسم على يد مار دنخا الرابع . جرت الرسامتان في كاتدرائية مار كوركيس (كاتدرائية القديس جورج) في شيكاغو.
حصل David Royel على درجة البكالوريوس من جامعة Loyola University Chicago في عام 1997 واستمر في الحصول على درجة البكالوريوس الثانية في اللاهوت المقدس من جامعة St. Mary of the Lake في عام 1999. حصل لاحقًا على ليسانس ودكتوراه في اللاهوت المقدس من المعهد البابوي الشرقي في روما .

## خدمته الأسقفية
رُسِم ديفيد رويل في منصب اسقف في 15 يوليو 2006 من قبل مار دنخا الرابع في كاتدرائية مار كيوركيس في شيكاغو ، إلينوي ، ورُسم كرئيس شمامسة بواسطة مار دنخا الرابع في 23 نوفمبر 2008 في كنيسة مار يوسف خنانيشوع في سان خوسيه ، كاليفورنيا .

## حيازة أسقف
في 30 تشرين الثاني (نوفمبر) 2008 ، رُقي ديفيد رويل إلى رتبة أسقف ، واتخذ اسم مار أوا رويل - باللغة الآشورية ، وتعني أوا الأب . وهو أول أسقف أمريكي المولد لكنيسة المشرق الآشورية. تم تكريس مار أوا مرة أخرى من قبل البطريرك مار دنكا الرابع ، يساعده مار سرجيس يوسيب ، أسقف العراق ، ومار أبريم خميس ، أسقف غرب الولايات المتحدة ، ومار عوديشو أوراهام ، أسقف أوروبا. أقيمت مراسم الرسامة في كنيسة القديسة زايا في موديستو ، كاليفورنيا ، وحضرها أكثر من 2500 من أعضاء الكنيسة الآشورية للشرق ، وبثت على الإذاعة الوطنية الآشورية.
اعتبارًا من 2015, Mar Awa has served as the Secretary of the Holy Synod of the Assyrian Church of the East.
في عهده ، أنشأ مار أوا دير القديس إسحاق نينوى في ولاية كاليفورنيا بالإضافة إلى رهبان اثنين وملابسهما. هذا هو الدير الوحيد النشط في الكنيسة في جميع أنحاء العالم.

### مناصرة مسيحي المشرق
بصفته أسقفًا ، قام مار أوا بالعديد من المحاولات لزيادة الوعي بمحنة المسيحيين المضطهدين في الشرق الأوسط. في سبتمبر 2014 ، ألقى كلمة في افتتاح قمة الدفاع عن المسيحيين في واشنطن العاصمة.
في 9 مارس 2015 ، التقى نائب مستشار الأمن القومي للاتصالات الاستراتيجية بن رودس مع مار أوا ومار بولوس بنيامين. قام الأساقفة معًا بإطلاع رودس على الوضع المأساوي الذي تواجهه الجماعات المسيحية في العراق وسوريا. كما ناقشوا الأزمة على طول نهر الخابور في شمال شرق سوريا ، حيث هاجم تنظيم داعش الإرهابي أواخر فبراير 2015 ، مما أدى إلى نزوح آلاف الأشخاص وأزمة رهائن. وأدان رودس استهداف داعش للأقليات الدينية ، وحدد خطة الإدارة لحماية ومساعدة المدنيين المتأثرين بالمنظمة الإرهابية.

## الانتخاب ككاثوليكوس بطريرك
في 6 سبتمبر 2021 ، تنحى مار كوركيس الثالث رسميًا من منصبه ككاثوليكوس بطريرك خلال جلسة استثنائية للسينودس المقدس لكنيسة المشرق الآشورية ، تاركًا الكرسي البطريركي شاغرًا. في 8 أيلول / سبتمبر 2021 ، انتخب المجمع المقدس مار أوا رويل ، أسقف كاليفورنيا وسكرتير المجمع المقدس ، خلفًا لمار كوركيس الثالث بصفته بطريرك الكنيسة الآشورية الثاني والعشرين بعد المائة. كان هذا قرارًا تاريخيًا لأن مار أوا سيصبح أول بطريرك لكنيسة المشرق مولود في الغرب. تم تكريسه وتنصيبه بطريركًا كاثوليكوسًا في 13 سبتمبر 2021 ، في عيد الصليب المقدس ، في كاتدرائية القديس يوحنا المعمدان في أربيل ، العراق ، واتخذ الاسم الكنسي مار آوا رويل الثالث.

## المنشورات
في عام 2011 ، نشر مار أوا أطروحة حول لاهوت كنيسة المشرق الآشورية بخصوص الأسرار المقدسة السبعة ، بعنوان أسرار المملكة: أسرار كنيسة المشرق الآشورية .

## أبرشية كاليفورنيا
- كاتدرائية مار زيا - موديستو ، كاليفورنيا
- أبرشية مار أداي (القديس ثاديوس) - تورلوك ، كاليفورنيا
- أبرشية مار كيوركيس (القديس جورج) - سيريس ، كاليفورنيا
- أبرشية مار نرساي - سان فرانسيسكو ، كاليفورنيا
- أبرشية مار يوسيب (القديس يوسف) - سان خوسيه ، كاليفورنيا
- أبرشية مار ربان هرمزد - سان دييغو ، كاليفورنيا
- أبرشية مار توما (سانت توماس) - سياتل ، واشنطن
- دير مار اسحق نينوى - ساليدا بكاليفورنيا

### الوزارة
- حضانة جريس أكاديمي كريستيان بريسكول - موديستو ، كاليفورنيا